# مقاطعة ريا (تينيسي)
مقاطعة ريا هي مقاطعة في تينيسي، بلغ عدد سكانها 31٬809  نسمة، في 2010، عاصمتها دايتون، تبلغ مساحتها 871 كيلومتر مربع تشتهر بوجود محطة واتس بار النووية.

## الموقع
تشترك في الحدود مع:
- مقاطعة كمبرلاند.

## التقسيمات الإدارية
- دايتون.

## أعلام
- توماس جيفرسون كامبل
- وايت بيركت ميلر
- ديفيد كامبل